# Tai’an (Shandong)
Tai’an (chinesisch 泰安, Pinyin Tài’ān) ist eine chinesische Stadt in der Provinz Shandong. Sie liegt etwa 70 km südlich der Provinzhauptstadt Jinan und hat eine Fläche von 7.762 km². Die Stadt hat 5.472.217 Einwohner (Stand: Zensus 2020), in den beiden Stadtbezirken leben 1.420.000 Menschen (Stand: Zensus 2010). Etwa 6 % der Bevölkerung sind Christen. In der Umgebung der Stadt wird Weizen und Mais angebaut.
Wichtigstes Ausflugsziel in Tai’an ist der auch als Ostberg bezeichnete nördlich der Stadt gelegene Berg Tai Shan (1.545 m), der schon von Konfuzius erwähnt wird und der zu den heiligen Bergen Chinas gehört. Der Tai Shan ist der meistbestiegene Berg der Welt.
Der berühmteste Tempel der Stadt ist die daoistische Dai-Miao-Tempelanlage.
Tai’an ist an das chinesische Eisenbahnnetz angeschlossen und so von großen Städten leicht zu erreichen. In die Provinzhauptstadt Jinan sind es rund 55 Minuten Fahrtzeit.

## Administrative Gliederung
Die bezirksfreie Stadt Tai’an setzt sich auf Kreisebene aus zwei Stadtbezirken, zwei kreisfreien Städten und zwei Kreisen zusammen. Dies sind (Stand: Zensus 2010):
- Stadtbezirk Taishan – 泰山区 Tàishān Qū, 337 km², 760.045 Einwohner;
- Stadtbezirk Daiyue – 岱岳区 Dàiyuè Qū, 1.750 km², 975.380 Einwohner;
- Stadt Xintai – 新泰市 Xīntài Shì, 1.933 km², 1.315.942 Einwohner;
- Stadt Feicheng – 肥城市 Féichéng Shì, 1.277 km², 946.627 Einwohner;
- Kreis Ningyang – 宁阳县 Níngyáng Xiàn, 1.124 km², 754.647 Einwohner;
- Kreis Dongping – 东平县 Dōngpíng Xiàn, 1.340 km², 741.566 Einwohner.

## Persönlichkeiten
- Li Hongfeng (* 1995), Mountainbikerin